# Ruth Lea

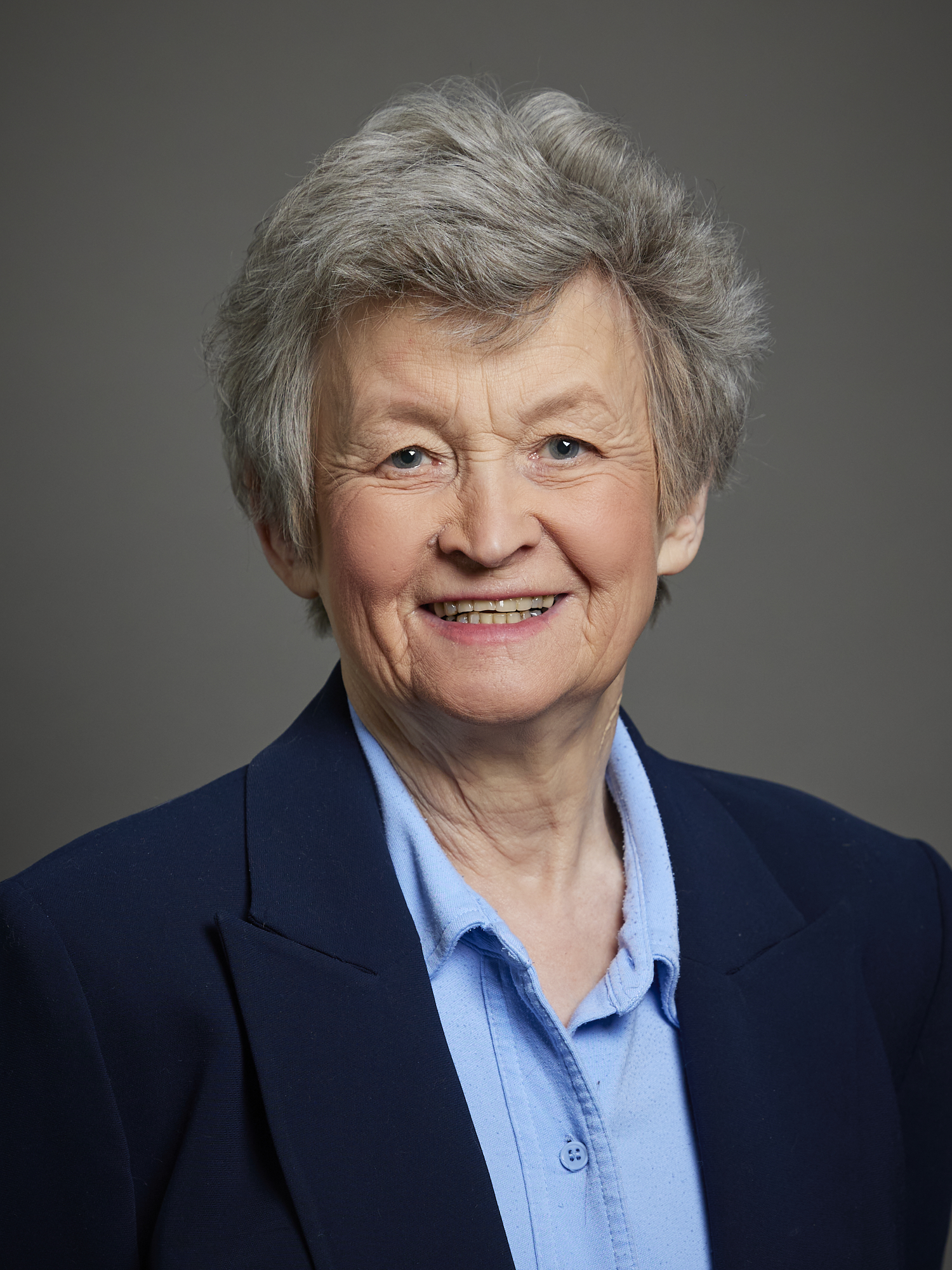
Ruth Lea, 2024

Ruth Jane Lea CBE (* 22. September 1947 in Lymm, Cheshire, Vereinigtes Königreich) ist eine britische Ökonomin und Finanzjournalistin.
Sie wurde 2015 zum Commander des Order of the British Empire ernannt. Sie ist leitende Beraterin der Londoner Arbuthnot Banking Group.